# Ayodhya (huyện)
Huyện Ayodhya là một huyện thuộc bang Uttar Pradesh, Ấn Độ. Thủ phủ huyện Ayodhya đóng ở Faizabad. Huyện Ayodhya có diện tích 2765 ki lô mét vuông. Đến thời điểm năm 2001, huyện Faizabad có dân số 2087914 người.